# Tom A. Rüsen
Tom Arne Rüsen (* 1974 in Berlin) ist ein deutscher Wirtschaftswissenschaftler, Unternehmensberater und Dozent. Er ist  Geschäftsführender Vorstand der 2009 von ihm gegründeten WIFU-Stiftung. Bis 03/2024 leitete er 16 Jahre lang das Wittener Institut für Familienunternehmen (WIFU) der Universität Witten/Herdecke. Rüsen lehrt seit 2015 als Honorarprofessor an der wirtschaftswissenschaftlichen Fakultät der Universität Witten/Herdecke und ist Mitbegründer des Weiterbildungsstudiengangs Gesellschafterkompetenz, den er über 10 Jahre geleitet hat. Darüber hinaus lehrt er an der Hochschule Luzern, sowie im Rahmen der Executive Education der European School of Management and Technology. Er ist Mitglied des Herausgeberbeirates der Zeitschrift Familienunternehmen und Strategie sowie des Governance Kodex Familienunternehmen. Seit 2024 ist er Mitglied im Board der International Family Business Research Academy (IFERA).

## Werdegang
Nach dem Abitur 1993 absolvierte Rüsen eine Ausbildung zum Kaufmann im Groß- und Außenhandel sowie eine Ausbildung zum Fremdsprachenkorrespondenten für Wirtschaftsenglisch. 1995 begann er das Studium der Wirtschaftswissenschaften an der Universität Witten/Herdecke. Es folgte eine mehrjährige Tätigkeit in der Inhouse-Beratung eines großen deutschen Industrieunternehmens. 2008 promovierte er als externer Doktorand bei Arist von Schlippe (Lehrstuhl für Führung und Dynamik von Familienunternehmen am Wittener Institut für Familienunternehmen). Seine Doktorarbeit beschäftigt sich mit Krisen und Krisendynamiken in Familienunternehmen. Neben seiner Forschungs- und Lehrtätigkeit ist er seit 2000 als freiberuflicher Berater und Coach tätig.
Von 2008 bis 2024 leitet er als Geschäftsführender Direktor das Wittener Institut für Familienunternehmen (WIFU) an der Universität Witten/Herdecke. Seit 2009 leitet er als Geschäftsführender Vorstand die von ihm gegründete gemeinnützige WIFU-Stiftung. Für seine mehrjährigen Lehrtätigkeiten wurde ihm 2015 eine Honorarprofessur von der Fakultät für Wirtschaftswissenschaften der Universität Witten/Herdecke verliehen. 2017 wurde Rüsen zum Visiting Professor der Hochschule Luzern berufen, wo er bereits seit 2010 als Dozent für das Forum Familienunternehmen tätig war. 2020 sowie 2022 wurde er als einer der Top 100 Family Influencers weltweit, 2024 als Mitglied der Top 25 Family Enterprise Academics durch Family Capital ausgezeichnet. Seit 2024 ist er Mitglied im Board der International Family Business Rechearch Academy (ifera).

## Arbeitsschwerpunkte
Die Schwerpunkte seiner Forschungs- und Lehrtätigkeit liegen auf der Untersuchung der Konflikt- und Krisendynamiken in Familienunternehmen und Unternehmerfamilien und der Entwicklung praxisnaher Lösungskonzepte für die Entwicklung von Resilienzstrukturen innerhalb von Unternehmerfamilien. Seine Lehrinhalte und Vorträge umfassen u. a. die Themen Restrukturierung und Sanierung von Familienunternehmen, Mentale Modelle und Strukturelles Risiko von Familienunternehmen, Konfliktdynamiken in Unternehmerfamilien, Grundlagen des Familienunternehmertums, Nachfolgedynamiken in Unternehmerfamilien, Einsatzmöglichkeiten von Stiftungen im Kontext von Familienunternehmen, Herausforderungen bei der Installation von Governance Instrumenten und beim Etablieren von familienexternen Top-Managementpositionen, Ansätze und Modelle zur Entwicklung von Familienstrategien und Gesellschafterkompetenzen, Dynamiken in dynastischen Großfamilien.
Im Rahmen seiner Coaching- und Beratungstätigkeit begleitet er Nachfolgeprozesse, Konflikt- und Krisensituationen, die Entwicklung von Familienstrategien, familieninterne (Selbst-)Managementsysteme sowie individuelle Formen der Family Business Governance. Er konzipiert Programme zur Gesellschafterkompetenz-entwicklung in Unternehmerfamilien und vermittelt diese in offenen und Inhouse-Schulungen. 
In den knapp 20 Jahren seines Wirkens hat er weit über 200 Unternehmerfamilien begleitet, gecoacht und beraten. Er ist ständiges Mitglied in Beirats- und Familiengremien führender Familienunternehmen, familiennaher Stiftungen  und Unternehmerfamilien.

## Privat
Rüsen ist Sohn des Historikers und Kulturwissenschaftlers Jörn Rüsen und Vater zweier Töchter.

## Publikationen (Auswahl)
Monographien:
- Krisen und Krisenmanagement in Familienunternehmen. Schwachstellen erkennen, Lösungen erarbeiten, Existenzbedrohung meistern. 2. Aufl., Springer Verlag, Berlin 2017, ISBN 978-3-8349-4670-6[6]
- mit Arist von Schlippe und Torsten Groth: "The Two Sides of the Business Family: Governance and Strategy Across Generations." Wiesbaden Springer VS, 2021[7]
- mit Heiko Kleve und Arist von Schlippe: Management der dynastischen Unternehmerfamilie. Zwischen Familie, Organisation und Netzwerk. Heidelberg: Springer Gabler. 2021 (auch in Englisch verfügbar) https://link.springer.com/book/10.1007/978-3-030-82619-2
- mit Fabian Kienbaum, Arndt Kirchhoff und Viktoria Steiner: Enkelfähig wirtschaften. Familienunternehmen in Deutschland. Hanser Verlag. 2022
- mit Arist von Schlippe: Conflicts and Conflict Dynamics in Business Families Dealing with Internal Family Disputes. Springer. 2024 https://link.springer.com/book/10.1007/978-3-031-50226-2

Herausgeberbände:
- (Hrsg.): Familienunternehmen erfolgreich sanieren. Der Einfluss des Familienfaktors bei Restrukturierungen. Erich Schmidt Verlag, Berlin 2011[8]
- mit Anne K. Heider (Hrsg.): Aktive Eigentümerschaft im Familienunternehmen – Elemente der Gesellschafterkompetenz in Unternehmerfamilien. Verstehen – Entwickeln – Anwenden, Erich Schmidt Verlag, 2., völlig neu bearbeitete und wesentlich erweiterte Auflage, Berlin 2024.[9]
- (Hrsg.): Theorie und Praxis der Unternehmerfamilie und des Familienunternehmens. Festschrift anlässlich des 70. Geburtstages von Arist von Schlippe. Göttingen: Vandenhoeck & Ruprecht. 2021

Buchbeiträge:
- Interim Management in Familienunternehmen – Besonderheiten und Erfolgsfaktoren bei Einsätzen familienfremder Manager auf Zeit. In: H. Groß, R. Bohnert (Hrsg.): Interim Management – Den Wandel erfolgreich gestalten – mit Managern auf Zeit. Vahlen, München 2007, S. 160–186
- Parallele Krisenprozesse – paralleles Krisenmanagement: Das Familienunternehmen unter existenziellem Druck. In: A. Nischak, A. v. Schlippe, M. El Hachimi (Hrsg.): Familienunternehmen verstehen. Vandenhoeck & Ruprecht, Göttingen 2008, S. 42–54
- Die Begleitung eines Familienunternehmens in der Krise: Besondere Anforderungen und Empfehlung für das Krisenmanagement. In: T. Sommerlatte, M. Mirow, C. Niedereichholz, P. v. Windau u. a. (Hrsg.): Handbuch der Unternehmensberatung – Organisationen führen und entwickeln. Erich Schmidt Verlag, Berlin 2009, S. 111
- Unternehmerfamilien ohne Familienunternehmen – Konsequenzen beim Verlust eines imaginären Familienmitgliedes. In: H. Schindler u. a. (Hrsg.): Systemische Horizonte. Vandenhoeck & Ruprecht, Göttingen 2011, S. 209–219
- Restrukturierung von Familienunternehmen in Abhängigkeit Mentaler Modelle der Unternehmerfamilie. In: M. Hermanns u. a. (Hrsg.): Restrukturierung & Sanierung – Veränderungsprozesse erfolgreich gestalten. Heymanns Verlag, Köln 2016, S. 3–20.
- Family Education – überschätzt oder unterschätzt. In: Ebel, K. et al. (Hrsg.): Familienunternehmen – Gestern, Heute, Morgen. Hamburg: Murmann 2018. S. 268–277.
- mit Arist von Schlippe und Heiko Kleve: Die dynastische Großfamilie. Skizze eines spezifischen Typus von Unternehmerfamilien. In: Heiko Kleve, Tobias Köllner (Hrsg.): Die Soziologie der Unternehmerfamilie. Grundlagen, Entwicklungslinien, Perspektiven. Wiesbaden: Springer VS, 2019, S. 225–247.